# Lega B 2017 (football americano)
La Lega B 2017 è la 26ª edizione del campionato di football americano di secondo livello, organizzato dalla SAFV.

## Squadre partecipanti
| Club             | Città     | Stadio         | Sponsor ufficiale | Risultato nella stagione 2016   |
| ---------------- | --------- | -------------- | ----------------- | ------------------------------- |
| Argovia Pirates  | Ammerswil |                |                   | Vincitori Lega C                |
| Bienna Jets      | Bienne    |                |                   | Quarto posto in Lega B          |
| Luzern Lions     | Lucerna   |                |                   | Finalisti Lega B                |
| Thun Tigers      | Thun      | Stadion Lachen |                   | Terzo posto in Lega B           |
| Zürich Renegades | Zurigo    |                |                   | Sesto posto in Lega Nazionale A |

## Stagione regolare

### Calendario

#### 1ª giornata
| Buchs 1º aprile 2017 | Argovia Pirates | 27 – 14 | Zürich Renegades | Sportanlage Suhrenmatte |

| Lucerna 2 aprile 2017 | Luzern Lions | 38 – 28 | Thun Tigers |  |

#### 2ª giornata
| Bienne 9 aprile 2017, ore 14:00 CEST | Bienna Jets | 19 – 45 | Luzern Lions | Sportplatz Mettmoss |

| Thun 9 aprile 2017, ore 14:00 CEST | Thun Tigers | 24 – 3 | Argovia Pirates | Stadion Lachen |

#### 3ª giornata
| Thun 23 aprile 2017, ore 14:00 CEST | Thun Tigers | 25 – 31 | Bienna Jets | Stadion Lachen |

| Lucerna 23 aprile 2017, ore 14:00 CEST | Luzern Lions | 18 – 14 | Zürich Renegades |  |

#### 4ª giornata
| Lucerna 29 aprile 2017, ore 18:00 CEST | Luzern Lions | 24 – 24 | Argovia Pirates |  |

| Witikon 30 aprile 2017, ore 14:00 CEST | Zürich Renegades | 21 – 50 | Bienna Jets | Sportplatz Looren |

#### 5ª giornata
| Bienne 6 maggio 2017, ore 17:00 CEST | Bienna Jets | 16 – 32 | Thun Tigers | Sportplatz Mettmoss |

| Witikon 7 maggio 2017, ore 14:00 CEST | Zürich Renegades | 20 – 9 | Argovia Pirates | Sportplatz Looren |

#### 6ª giornata
| Buchs 13 maggio 2017, ore 18:00 CEST | Argovia Pirates | 33 – 30 | Luzern Lions | Sportanlage Suhrenmatte |

| Witikon 14 maggio 2017, ore 14:00 CEST | Zürich Renegades | 10 – 16 | Thun Tigers | Sportplatz Looren |

#### 7ª giornata
| Bienne 20 maggio 2017, ore 18:00 CEST | Bienna Jets | 46 – 41 | Argovia Pirates | Sportplatz Mettmoss |

#### 8ª giornata
| Lucerna 27 maggio 2017, ore 18:00 CEST | Luzern Lions | 72 – 47 | Bienna Jets |  |

| Thun 28 maggio 2017, ore 14:00 CEST | Thun Tigers | 23 – 13 | Zürich Renegades | Stadion Lachen |

#### 9ª giornata
| Thun 5 giugno 2017, ore 14:00 CEST | Thun Tigers | 14 – 28 | Luzern Lions | Stadion Lachen |

#### 10ª giornata
| Buchs 10 giugno 2017, ore 18:00 CEST | Argovia Pirates | 53 – 35 | Bienna Jets | Sportanlage Suhrenmatte |

| Witikon 11 giugno 2017, ore 14:00 CEST | Zürich Renegades | 25 – 28 | Luzern Lions | Sportplatz Looren |

#### 11ª giornata
| Bienne 17 giugno 2017, ore 18:00 CEST | Bienna Jets | 52 – 58 | Zürich Renegades | Sportplatz Mettmoss |

| Buchs 17 giugno 2017, ore 18:00 CEST | Argovia Pirates | 35 – 28 | Thun Tigers | Sportanlage Suhrenmatte |

### Classifica
La classifica della regular season è la seguente:
- PCT = percentuale di vittorie, G = partite giocate, V = partite vinte, P = partite perse, PF = punti fatti, PS = punti subiti
- Le prime due classificate si sfidano nella finale; la vincente sfida l'ultima della LNA per la partecipazione alla LNA 2018 (verde)
- L'ultima classificata sfida la vincente della Lega C per la partecipazione alla Lega B 2018 (giallo)

| Pos. | Squadra          | PCT  | G | V | N | P | PF  | PS  |
| ---- | ---------------- | ---- | - | - | - | - | --- | --- |
| 1    | Luzern Lions     | .813 | 8 | 6 | 1 | 1 | 283 | 204 |
| 2    | Argovia Pirates  | .563 | 8 | 4 | 1 | 3 | 225 | 221 |
| 3    | Thun Tigers      | .500 | 8 | 4 | 0 | 4 | 190 | 174 |
| 4    | Zürich Renegades | .378 | 8 | 3 | 0 | 5 | 179 | 185 |
| 5    | Bienna Jets      | .250 | 8 | 2 | 0 | 6 | 258 | 354 |

## Playoff

### Finale
| Lucerna 25 giugno 2017 | Luzern Lions | 43 – 12 | Argovia Pirates | Stadion Allmend |

### Spareggio promozione
| Lucerna 1º luglio 2017 | Luzern Lions | 68 – 40 | Lausanne LUCAF Owls | Stadion Allmend |

## Verdetti
- Luzern Lions promossi in LNA 2018